# Isobryales
Isobryales là một bộ rêu trong ngành Bryophyta.